# Hauptwerke der angelsächsischen Buchmalerei
Hauptwerke der angelsächsischen Buchmalerei sind Darstellungen in Handschriften, die vom 7. bis zum 11. Jahrhundert in England entstanden.
| Abbildung | Bezeichnung                                                  | Entstehungszeit                   | Entstehungsort                                               | Anmerkungen | Signatur                                                         |
| --------- | ------------------------------------------------------------ | --------------------------------- | ------------------------------------------------------------ | --- | ---------------------------------------------------------------- |
|           | Durham-Evangeliar (A.II.10)                                  | um 650                            | wahrscheinlich Kloster Lindisfarne                           | Evangeliar | Durham Cathedral Library, Manuscript A.II.10.                    |
|           | Durham-Evangeliar (A.II.17)                                  | um 680                            | Kloster Lindisfarne oder Kloster Rathmelsigi, Irland         | Evangeliar | Durham Cathedral Library, MS A II 17                             |
|           | Codex Amiatinus                                              | um 700                            | Kloster Monkwearmouth-Jarrow                                 | Bibel, älteste erhaltene Vulgatahandschrift der Welt                                                                   | Florenz, Biblioteca Laurenziana, MS Amiatinus 1                  |
|           | Lindisfarne-Evangeliar                                       | 715/21                            | Kloster Lindisfarne                                          | Evangeliar; Schreiber und Illuminator: Eadfrith, Mönch und Bischof von Lindisfarne                                     | London, British Library, Cotton MS Nero D. iv                    |
|           | Cassiodor, Expositio psalmorum                               | um 730                            | wahrscheinlich Kloster Monkwearmouth-Jarrow                  | Psalmenkommentar, älteste erhaltene Abschrift des spätantiken Werks                                                    | Durham, Cathedral Library, MS B. II. 30                          |
|           | Beda Venerabilis, Historia ecclesiastica gentis Anglorum (L) | zwischen 731 und 746              | Kloster Monkwearmouth-Jarrow                                 | Englische Kirchengeschichte, eine der beiden ältesten erhaltenen Abschriften                                           | Sankt Petersburg, Russische Nationalbibliothek, lat. Q. v. I. 18 |
|           | Codex Aureus von Stockholm                                   | um 750                            | Schule von Canterbury                                        | Evangeliar | Stockholm, Kungliga Biblioteket, MS.A.135                        |
|           | Vespasian-Psalter                                            | zweite Hälfte des 8. Jahrhunderts | Abtei St. Augustinus Canterbury oder Abtei Minster-in-Thanet | Psalter (Psalmen) mit altenglischen Interlinearglossen, älteste englische Bibelübersetzung                             | London, British Library, Cotton Vespasian A I                    |
|           | Book of Cerne                                                | 9. Jahrhundert                    |                                                              | Evangeliar | Cambridge University Library, MS L1. 1. 10                       |
|           | Evangeliar (London)                                          | 10. Jhd. (Ergänzungen)            | Winchester-Stil                                              | Evangeliar mit angelsächsischen Evangelisten-Porträts in einer irischen Handschrift aus dem 8. Jahrhundert             | British Library, MS 40618                                        |
|           | Benediktionale des heiligen Æthelwold                        | um 970/980                        | Winchester                                                   | Benediktionale | British Library, MS 49598                                        |
|           | Codex Junius (Caedmon)                                       | um 1000                           |                                                              | Poem über die Genesis und neutestamentliche Erzählungen, eine der vier ältesten Handschriften in altenglischer Sprache | Oxford, University, Bodleian Library, MS Junius 11               |
|           | Grimbald-Evangeliar                                          | Anfang des 11. Jahrhunderts       | Winchester-Stil                                              | Evangeliar | British Library, Add MS 34890                                    |
|           | Regularis Concordia                                          | 11. Jahrhundert                   | wahrscheinlich Winchester                                    | Benediktiner-Regel | London, British Library, Cotton MS Tiberius A III                |
|           | Hexateuch (Claudius)                                         | um 1025/1050                      | Abtei St. Augustinus Canterbury                              | Älteste erhaltene altenglische Übertragung der ersten sechs Bücher der Bibel                                           | London, British Library, Cotton MS Claudius B.iv                 |